# Liga LEB Oro 2007-08
La edición 2007–08 de la liga LEB Oro fue la duodécima edición de la máxima categoría de la Liga Española de Baloncesto.
La competición dio inicio el 21 de septiembre de 2007 y su fase regular concluyó el 16 de mayo de 2008, tras la disputa de 306 encuentros (cada uno de los 18 equipos en competición disputó 34). El campeón de esta fase regular, el CAI Zaragoza ascendió directamente a la liga ACB y los equipos situados entre las posiciones 2 y 9 disputaron un play-off de ascenso, que tuvo lugar en la ciudad de Cáceres, cuyo vencedor, el Bruesa GBC también accedió a la ACB.
Por otro lado, los dos equipos que finalizaron en el puesto 17 y 18 de la competición, el CB L'Hospitalet y el UB La Palma, debían haber descendido automáticamente a la LEB Plata, si bien este último mantuvo la categoría extradeportivamente.

## Equipos
| Comunidad autónoma   | N.º | Equipos                                           |
| -------------------- | --- | ------------------------------------------------- |
| Canarias             | 3   | Ciudad de La Laguna, Tenerife Rural y UB La Palma |
| Galicia              | 2   | Beirasar Rosalía y Leche Río Breogán              |
| Islas Baleares       | 2   | CB Inca y CB Alcudia                              |
| Comunidad Valenciana | 2   | CB Lucentum Alicante y Aguas de Valencia          |
| Cataluña             | 2   | Plus Pujol Lleida y L'Hospitalet                  |
| Andalucía            | 2   | Villa de Los Barrios y Ciudad de Huelva           |
| Aragón               | 1   | CAI Zaragoza                                      |
| País Vasco           | 1   | Bruesa GBC                                        |
| Cantabria            | 1   | Alerta Cantabria                                  |
| Castilla y León      | 1   | Ford Burgos                                       |
| Melilla              | 1   | Melilla Baloncesto                                |

## Temporada regular
| Pos. | Equipo                | Jugados | G  | P  | PF   | PC   | Med  | Ascenso o descenso                |
| ---- | --------------------- | ------- | -- | -- | ---- | ---- | ---- | --------------------------------- |
| 1    | CAI Zaragoza          | 34      | 28 | 6  | 2950 | 2465 | +485 | Ascenso directo a la Liga ACB     |
| 2    | Alicante Costa Blanca | 34      | 24 | 10 | 2795 | 2648 | +147 | Playoffs de ascenso a la Liga ACB |
| 3    | Bruesa GBC            | 34      | 24 | 10 | 2851 | 2684 | +167 | Playoffs de ascenso a la Liga ACB |
| 4    | Leche Río Breogán     | 34      | 24 | 10 | 2739 | 2546 | +193 | Playoffs de ascenso a la Liga ACB |
| 5    | Tenerife Rural        | 34      | 19 | 15 | 2809 | 2678 | +131 | Playoffs de ascenso a la Liga ACB |
| 6    | Plus Pujol Lleida     | 34      | 19 | 15 | 2714 | 2655 | +59  | Playoffs de ascenso a la Liga ACB |
| 7    | Ciudad de La Laguna   | 34      | 17 | 17 | 2696 | 2752 | -56  | Playoffs de ascenso a la Liga ACB |
| 8    | Beirasar Rosalía      | 34      | 17 | 17 | 2636 | 2739 | -103 | Playoffs de ascenso a la Liga ACB |
| 9    | Villa de Los Barrios  | 34      | 17 | 17 | 2505 | 2557 | -52  | Playoffs de ascenso a la Liga ACB |
| 10   | Melilla Baloncesto    | 34      | 15 | 19 | 2524 | 2586 | -62  |                                   |
| 11   | Ford Burgos           | 34      | 15 | 19 | 2639 | 2661 | -22  |                                   |
| 12   | Ciudad de Huelva 1    | 34      | 14 | 20 | 2576 | 2657 | -81  |                                   |
| 13   | CB Alcudia 2          | 34      | 13 | 21 | 2464 | 2596 | -132 |                                   |
| 14   | Aguas de Valencia     | 34      | 13 | 21 | 2599 | 2686 | -87  |                                   |
| 15   | Alerta Cantabria 3    | 34      | 12 | 22 | 2567 | 2736 | -169 |                                   |
| 16   | Basquetinca.com 4     | 34      | 12 | 22 | 2590 | 2679 | -89  |                                   |
| 17   | La Palma 5            | 34      | 12 | 22 | 2626 | 2782 | -156 | Descenso directo a la LEB Plata   |
| 18   | L'Hospitalet          | 34      | 11 | 23 | 2663 | 2836 | -173 | Descenso directo a la LEB Plata   |

1 Ciudad de Huelva descendió a la LEB Bronce por problemas económicos

2 CB Alcúdia desapareció.

3 Alerta Cantabria descendió a la LEB Bronce por problemas económicos.

4 Basquetinca.com se fusionó con el Bàsquet Muro dando lugar al Bàsquet Mallorca.

5 UB La Palma pese a descender deportivamente, mantuvo la categoría.

## Playoffs de ascenso

### Cuartos de final
Cada cuarto de final, que enfrentó a los equipos que finalizaron entre los puestos 2 y 9 de la liga regular se disputó al mejor de tres partidos (disputándose el tercer partido sólo cuando fue necesario). Todas las eliminatorias se iniciaron el 20 de mayo de 2008 y las que necesitaron de 3 partidos para definirse se cerraron el 27 de mayo.
| Equipo #1             | Resultado | Equipo #2            | 1.er partido | 2º partido | 3.er partido |
| --------------------- | --------- | -------------------- | ------------ | ---------- | ------------ |
| Alicante Costa Blanca | 2 - 1     | Villa de Los Barrios | 73 - 67      | 52 - 66    | 103 - 67     |
| Bruesa GBC            | 2 - 0     | Beirasar Rosalía     | 76 - 67      | 74 - 73    | –            |
| Leche Río Breogán     | 2 - 0     | Ciudad de La Laguna  | 76 - 64      | 94 - 79    | –            |
| Tenerife Rural        | 2 - 1     | Plus Pujol Lleida    | 86 - 89      | 92 - 81    | 91 - 85      |

### Final Four
La Final Four que habría de decidir que equipo ascendía a la ACB junto al CAI Zaragoza se disputó entre los cuatro clubes que resultaron vencedores de los cuartos de final. Esta fase se celebró durante un fin de semana en la ciudad de Cáceres. Tanto las semifinales, que se jugaron el 31 de mayo, como la final, disputada el 1 de junio, se decidieron a un solo partido.
|  | Semifinales | Semifinales           | Semifinales |            |    | Final          | Final | Final |  |
|  |             |                       |             |            |    |                |       |       |  |
|  |             |                       |             |            |    |                |       |       |  |
|  | 2           | Alicante Costa Blanca | 78          |            |    |                |       |       |  |
|  | 2           | Alicante Costa Blanca | 78          |            |    |                |       |       |  |
|  | 5           | Tenerife Rural        | 79          |            |    |                |       |       |  |
|  | 5           | Tenerife Rural        | 79          |            | 5  | Tenerife Rural | 76    |       |  |
|  |             |                       |             |            | 5  | Tenerife Rural | 76    |       |  |
|  |             |                       | 3           | Bruesa GBC | 81 |                |       |       |  |
|  | 3           | Bruesa GBC            | 3           | Bruesa GBC | 81 | 83             |       |       |  |
|  | 3           | Bruesa GBC            |             |            |    | 83             |       |       |  |
|  | 4           | Leche Río Breogán     | 72          |            |    |                |       |       |  |
|  | 4           | Leche Río Breogán     | 72          |            |    |                |       |       |  |
|  |             |                       |             |            |    |                |       |       |  |

## Líderes individuales de la temporada regular

### Puntos

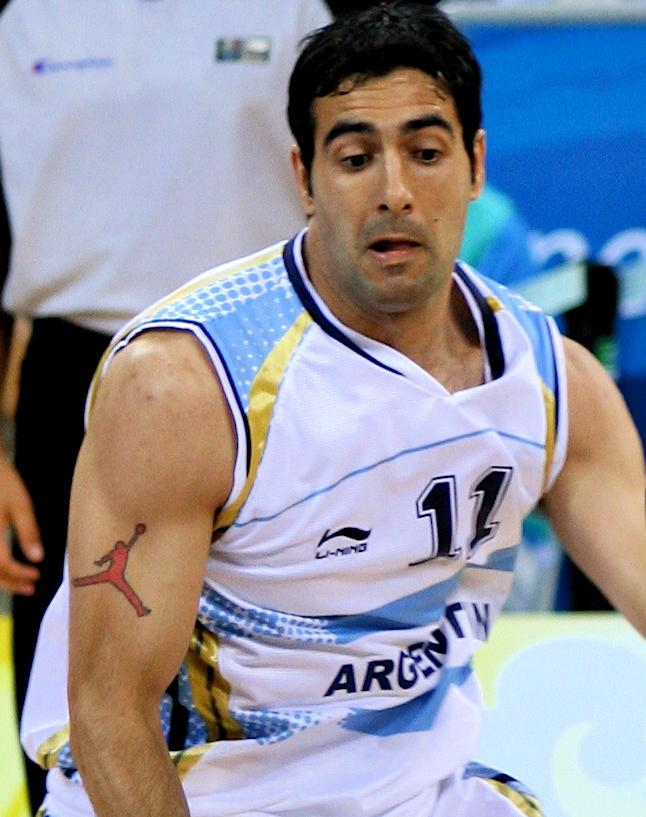
El argentino Paolo Quinteros, del CAI Zaragoza, fue con 17,5 puntos el cuarto máximo anotador de la liga regular.

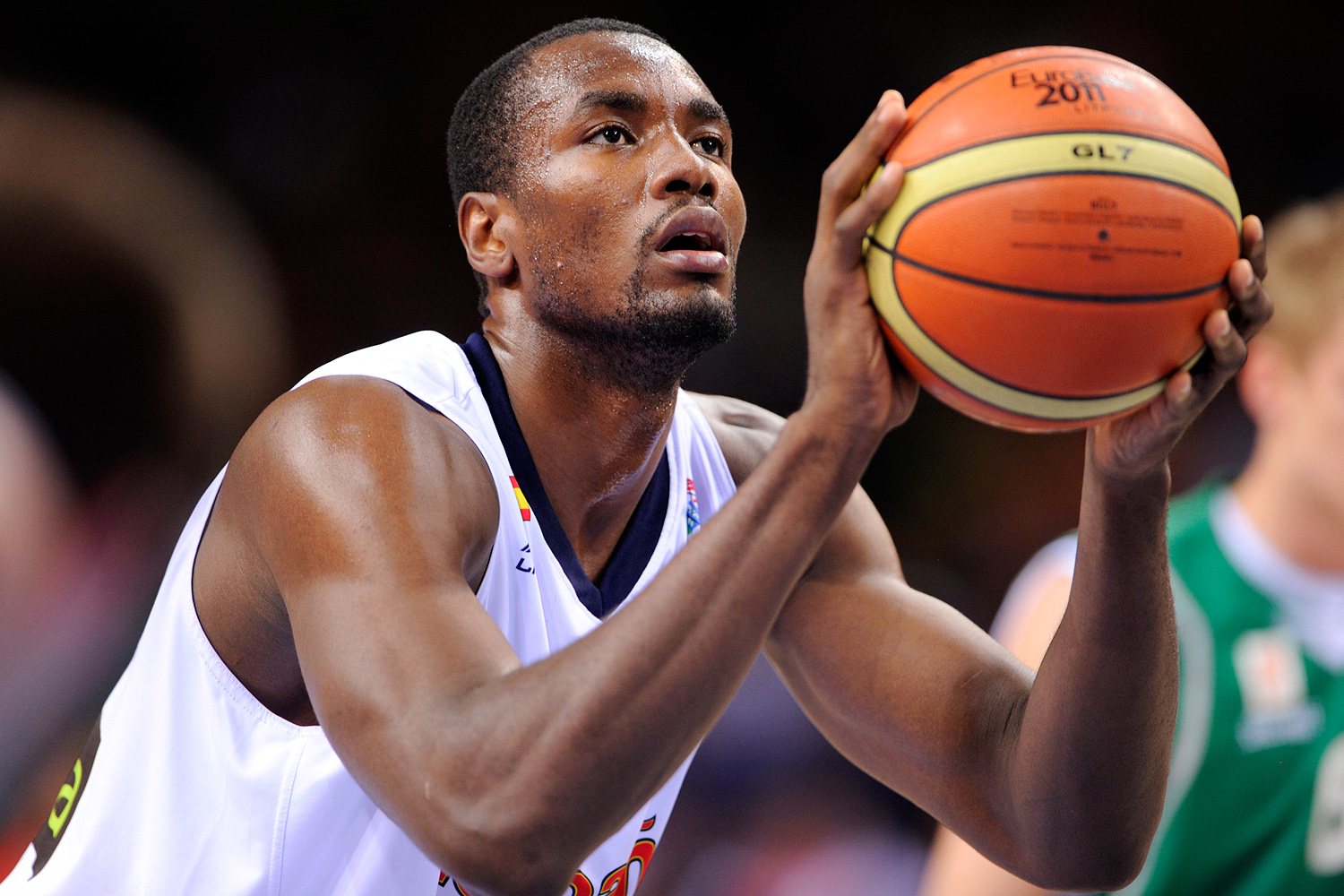
Serge Ibaka, del L'Hospitalet fue, con 8,4, el cuarto jugador que más rebotes atrapó de la competición.

| Pos | Nombre          | Equipo           | Partidos | Puntos | PPG  |
| --- | --------------- | ---------------- | -------- | ------ | ---- |
| 1.  | Antwain Barbour | Tenerife Rural   | 39       | 762    | 19.5 |
| 2.  | Brad Oleson     | Beirasar Rosalía | 32       | 570    | 17.8 |
| 3.  | Darren Phillip  | CAI Zaragoza     | 34       | 600    | 17.6 |
| 4.  | Paolo Quinteros | CAI Zaragoza     | 34       | 595    | 17.5 |
| 5.  | Andrew Panko    | Bruesa GBC       | 38       | 597    | 15.7 |

### Rebotes
| Pos | Nombre          | Equipo              | Partidos | Puntos | PPG |
| --- | --------------- | ------------------- | -------- | ------ | --- |
| 1.  | Jakim Donaldson | Ciudad de La Laguna | 36       | 357    | 9.9 |
| 2.  | Oriol Junyent   | Ciudad de Huelva    | 21       | 204    | 9.7 |
| 3.  | Serge Ibaka     | L'Hospitalet        | 28       | 234    | 8.4 |
| 4.  | Ondrej Starosta | CAI Zaragoza        | 34       | 259    | 7.6 |
| 5.  | Andrew Panko    | Bruesa GBC          | 38       | 287    | 7.5 |

### Asistencias
| Pos | Nombre           | Equipo                | Partidos | Puntos | PPG |
| --- | ---------------- | --------------------- | -------- | ------ | --- |
| 1.  | Lucas Victoriano | CAI Zaragoza          | 34       | 196    | 5.8 |
| 2.  | Jorge Jiménez    | Aguas de Valencia     | 33       | 154    | 4.7 |
| 3.  | Diego Ciorciari  | Melilla Baloncesto    | 34       | 152    | 4.5 |
| 3.  | Xavier Puyada    | CB Alcudia            | 34       | 152    | 4.5 |
| 5.  | Stéphane Dumas   | Alicante Costa Blanca | 36       | 157    | 4.4 |